# Герк Анатолій Анатолійович
Анатолій Анатолійович Герк (рос. Анатолий Анатольевич Герк; нар. 20 листопада 1994, Полевський, Свердловська область, РРФСР) — російський футболіст, півзахисник.

## Клубна кар'єра
Футбольну кар'єру розпочав у московській «Академіці». У 2001 році за 1 000 000 євро приєднався до юнацької команди «Андерлехта». У 2004 році переведений до першої команди вище вказаного клубу. У Лізі Жупіле дебютував 24 жовтня 2004 року в переможному (4:2) матчі проти «Генка». У сезоні 2004/05 років провів 6 матчів чемпіонату і виграв з клубом срібні нагороди чемпіонату Бельгії. Півроку ще грав в «Андерлехті», але не зіграв за вище вказаний період жодного матчу.
У січні 2006 року перейшов до нідерландського «Твенте». В Ередивізі дебютував 22 січня 2006 року в програному (2:3) поєдинку проти амстердамського «Аякса». У «Твенте» виступав півтора року. Загалом провів за команду 9 матчів чемпіонату.
У липні 2007 року на запршення Гаджі Гаджієва повернувся до Росії, де став гравцем раменського «Сатурна». Після переходу в клуб переведений до резервної команди. У 2008 році провів за молодіжну команду «Сатурна» 9 матчів та відзначився голом у воротах «Шинника» У січні 2009 року відданий в оренду першоліговій команді «Урал» (Єкатеринбург). Першим голом у професійній кар'єрі відзначився 8 квітня 2009 року в переможному (2:1) матчі проти хабаровської «СКА-Енергії».
У 2011-2012 роках виступав за саранську «Мордовію». Переможець ФНЛ 2011/12 у складі «Мордовії». У 2012 році повернувся в «Урал». У 2014 році виступав за «Тамбов», де й завершив професіональну кар'єру. З 2015 року виступав у чемпіонаті Свердловської області за «Сєвєрський Трубник».

## Кар'єра в збірній
Учасник юнацького чемпіонату Європи (U-16) 2001 року, на якому відзначився голом у переможному (1:0) для росіян поєдинку проти Туреччини.

## Статистика виступів

### Клубна
| Сезон   | Клуб                  | Країна     | Матчі | Голи |
| ------- | --------------------- | ---------- | ----- | ---- |
| 2004/05 | «Андерлехт»           | Бельгія    | 6     | 1    |
| 2005/06 | «Андерлехт»           | Бельгія    | 0     | 0    |
| 2005/06 | «Твенте»              | Нідерланди | 3     | 0    |
| 2006/07 | «Твенте»              | Нідерланди | 7     | 0    |
| 2007    | «Сатурн»              | Росія      | 0     | 0    |
| 2008    | «Сатурн»              | Росія      | 0     | 0    |
| 2009    | «Урал» (оренда)       | Росія      | 34    | 6    |
| 2010    | «Урал»                | Росія      | 22    | 4    |
| 2011    | «Мордовія» (Саранськ) | Росія      | 31    | 1    |
| 2012    | «Урал»                | Росія      | 0     | 0    |
| 2013    | «Урал»                | Росія      | 16    | 2    |
| 2014    | «Тамбов»              | Росія      | 9     | 0    |

## Досягнення
«Андерлехт»
- Ліга Жупіле
  -  Чемпіон (1): 2003/04[5]

«Мордовія»
- Першість Футбольної Національної Ліги
  -  Чемпіон (1): 2011/12

«Урал»
- Першість Футбольної Національної Ліги
  -  Чемпіон (1): 2012/13